# Accord sur la conservation des albatros et des pétrels

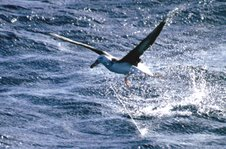
Albatros pris dans une longue ligne.

L'accord sur la conservation des albatros et des pétrels est un traité international juridiquement contraignant signé en 2001. Il a été élaboré pour enrayer le déclin des populations d'oiseaux de mer dans l'hémisphère sud, en particulier les albatros et les pétrels, particulièrement menacés d'une part par les espèces introduites par l'homme sur leurs sites de reproduction d'autre part par la pollution et la pêche à la palangre pour laquelle la Birdlife international[réf. nécessaire] évalue à environ 300 000 le nombre des oiseaux pris par an. L'accord exige que des mesures soient prises par les gouvernements signataires pour réduire les prises de pêche, la protection des colonies de reproduction et de contrôle ou l'élimination des espèces introduites.

## Signature
L'accord est le résultat de deux réunions, la signature de l'accord s'est faite à Canberra, en juin 2001 par 11 pays. L'accord est entré en vigueur le 1er février 2004. Le secrétariat est situé à Hobart, en Australie. Les pays suivants l'Australie (2001), l'Équateur (2003), la Nouvelle-Zélande (2001), l'Espagne (2003), l'Afrique du Sud (2003), la France (2005), le Pérou (2005), le Royaume-Uni (2004), le Chili (2005), l'Argentine (2006) et la Norvège (2007) l'ont ratifié. Le Brésil ne l'a toujours pas ratifié.

## Albatross Task Force
L'Albatross Task Force (ATF) est un groupe de travail sur les albatros qui publie annuellement un rapport sur la situation des oiseaux marins. Ce groupe est dirigé par la BirdLife International avec le soutien de la Royal Society for the Protection of Birds. Il cherche à trouver, en collaboration avec les pêcheurs à la palangre, une solution contre la prise accidentelle des oiseaux. Quatre pays membres de l'ACP accueillent l’ATF, le Brésil, le Chili, l'Afrique du Sud. En outre le groupe travaille avec des pays n'en faisant pas partie comme la Namibie et l'Uruguay. Le Pérou et l'Équateur, membres de l'ACP, pourrait prochainement accueillir l'ATF.